# Straße von Gibraltar
Die Straße von Gibraltar (auch bekannt als Meerenge von Gibraltar; in der Antike fretum Gaditanum oder fretum Herculeum) ist eine Meerenge, die das Mittelmeer mit dem Atlantik verbindet. Eingefasst wird sie im Norden von Spanien mit der südlichsten Stadt des europäischen Festlandes, Tarifa, und dem britischen Überseegebiet Gibraltar, im Süden von Marokko und der spanischen Exklave Ceuta. Sowohl Gibraltar und Ceuta, in der Antike als „Säulen des Herakles“ bezeichnet, als auch Tarifa sind wichtige Hafenstädte. Die Straße von Gibraltar ist 14 bis 44 km breit und etwa 60 km lang. Sie erreicht eine Tiefe von 300 m bis 900 m unter dem Meeresspiegel.
Die Bezeichnung der Wasserstraße bezieht sich auf den Felsen von Gibraltar, dessen heutiger Name sich lautmalerisch aus dem Arabischen ableitet (Dschabal Ṭāriq, „Berg des Tarik“).
Die Straße von Gibraltar ist eine der meistbefahrenen Wasserstraßen der Welt, die täglich von ca. 300 Handelsschiffen durchfahren wird. Durch den ständig ostsetzenden Strom an der Oberfläche, hervorgerufen durch das niedrigere Niveau des Mittelmeers gegenüber dem Atlantik in Verbindung mit oft vorherrschenden Westwinden, die sich in der Straße durch Düsenwirkung verstärken, war sie lange ein für Schiffe schwer zu überwindendes Hindernis. In der Tiefe gibt es eine Gegenströmung, mit der das salzhaltigere Mittelmeerwasser in den Atlantik fließt. In der Antike konnten nur durch diese Gegenströmung, die mit einem Treibanker als Antrieb nutzbar gemacht wurde, Schiffe vom Mittelmeer in den Atlantik segeln.
Zum Schutz der Meeressäuger in der Meerenge wurde von der spanischen Regierung für Schiffe ein Tempolimit von 13 Knoten (24 km/h) festgelegt.

## Geschichte

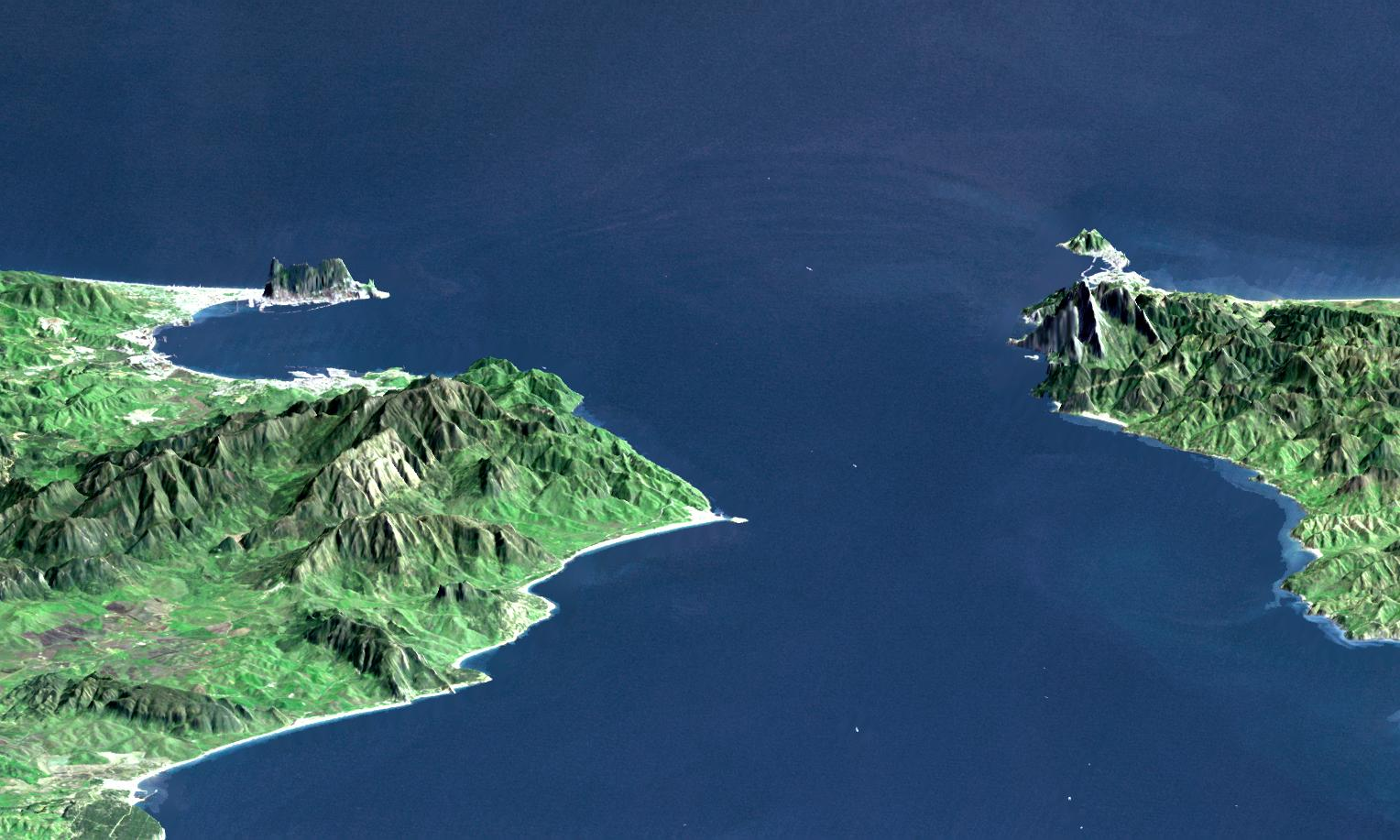
Reliefdarstellung der NASA (links Europa, rechts Afrika)

Die gesamte Region ist ein Gebiet starker tektonischer Aktivität.
Vor etwa sechs Millionen Jahren schloss sich die Meerenge, wodurch sich das Mittelmeer in einen gewaltigen Salzsee verwandelte, der schließlich austrocknete. Dieser Zeitraum und die damit verbundenen Vorgänge werden als Messinische Salinitätskrise bezeichnet.
Vor ungefähr 5,33 Millionen Jahren, an der Wende vom Miozän zum Pliozän, erfolgte nach neuesten Erkenntnissen zunächst eine leichte Senkung der Landbrücke zwischen Europa und Afrika, sodass für einige Jahrtausende nur geringe Wassermengen aus dem Atlantik in das ausgetrocknete Mittelmeerbecken schwappten. Nach und nach grub sich das Wasser immer tiefer in die Landbrücke, bis schließlich durch einen 200 Kilometer langen und bis zu 11 Kilometer breiten Kanal etwa 100 Millionen Kubikmeter pro Sekunde einströmten und dabei mit einer Geschwindigkeit von 144 Kilometer pro Stunde den Strömungskanal um 40 Zentimeter pro Tag vertieften (Zancleum-Flut). Insgesamt wurden dabei 500 Kubikkilometer Gestein weggewaschen. Das führte dazu, dass auf dem Höhepunkt dieses Vorgangs der Wasserspiegel im Mittelmeerbecken täglich um mehr als 10 Meter anstieg, bis nach maximal zwei Jahren das Mittelmeer wieder aufgefüllt war. Seither ist diese Meerenge die einzige natürliche Verbindung zwischen Atlantik, Mittel- und Schwarzem Meer.

## Lage, Besiedlung
- Karte mit allen Koordinaten:
- OSM |
- WikiMap

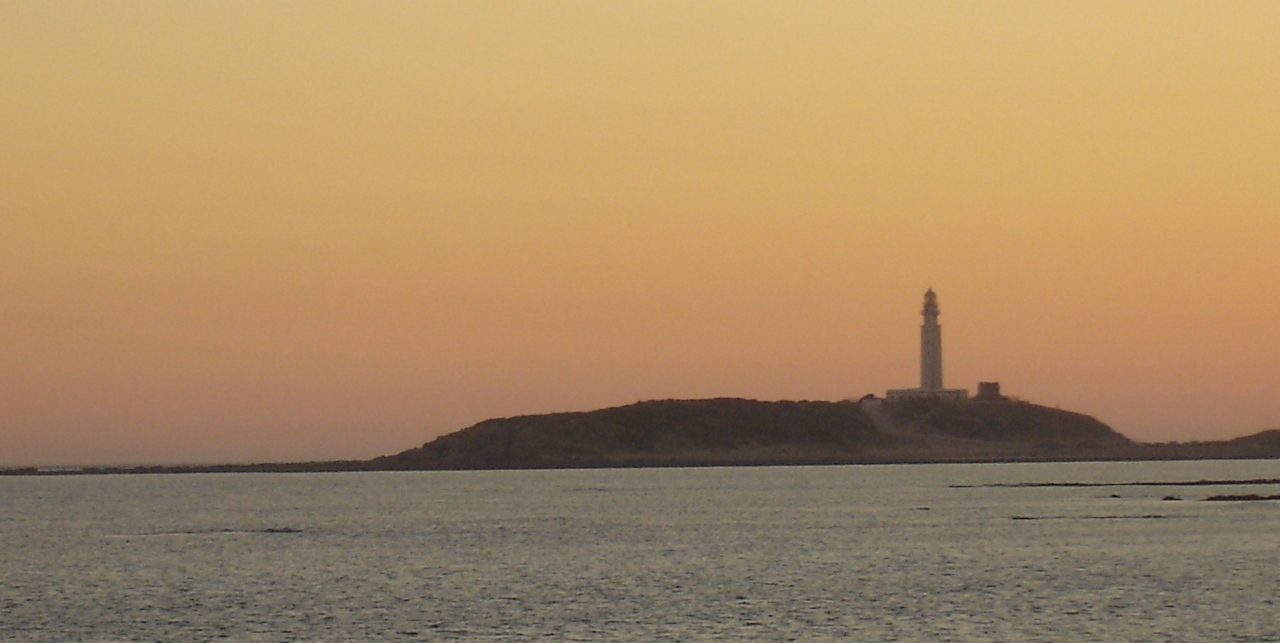
Leuchtturm am Kap Trafalgar

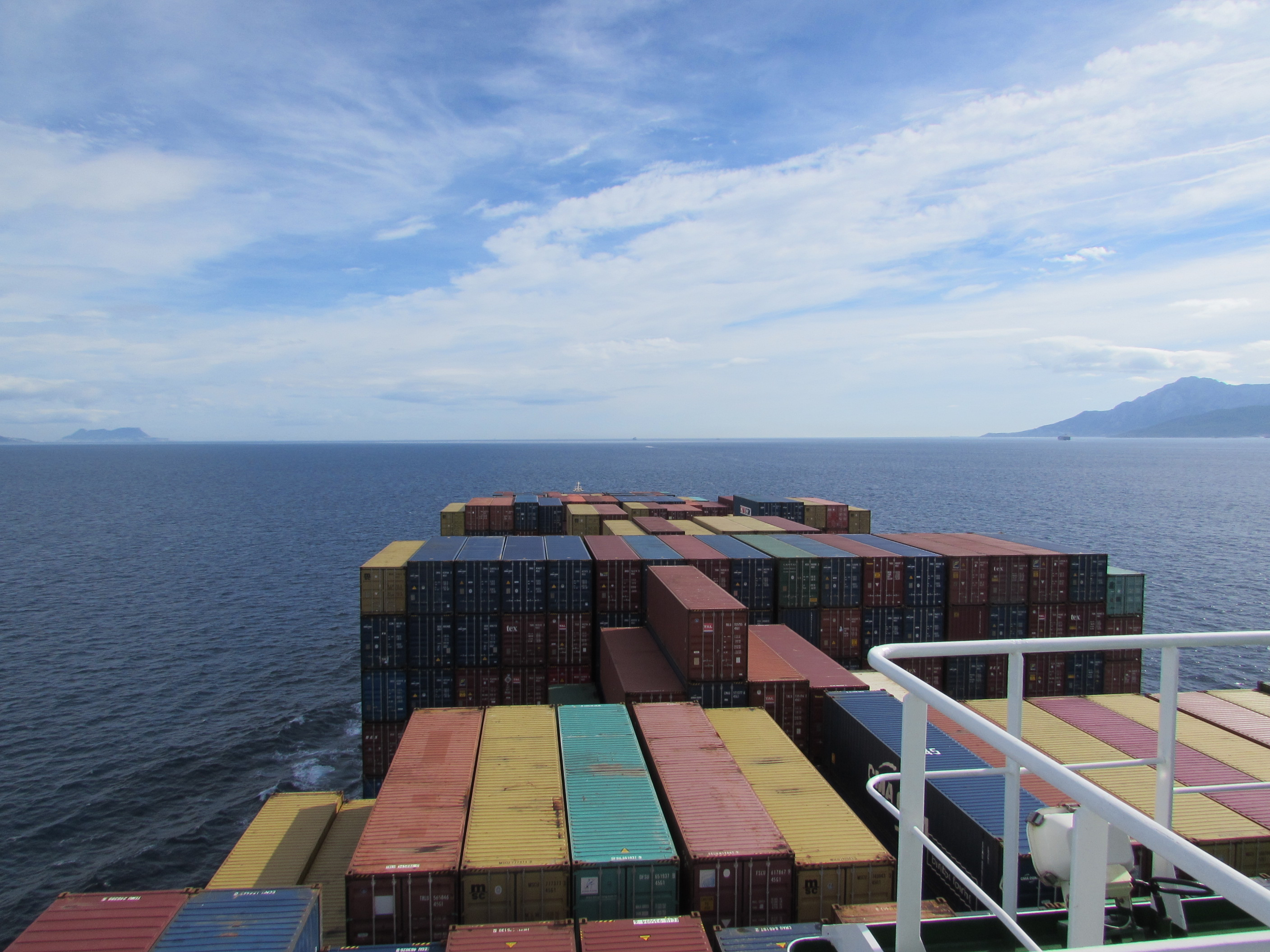
Einfahrt in die Straße von Gibraltar vom Atlantik: links Europa mit dem Felsen von Gibraltar, rechts Afrika mit dem Dschebel Musa

Nach der IHO ist die Straße von Gibraltar im Westen durch eine Linie von Kap Trafalgar
(36° 10′ 57″ N, 6° 1′ 58″ W)
zum Kap Spartel
(35° 48′ 2″ N, 5° 54′ 22″ W)
begrenzt, und im Osten durch eine Linie vom Europa Point
(36° 6′ 34,2″ N, 5° 20′ 46,5″ W)
, dem südlichsten Punkt von Gibraltar zum Punta Almina
(35° 54′ 0,9″ N, 5° 16′ 41,2″ W)
, dem östlichsten Punkt der Stadt Ceuta.
An der nördlichen Küstenlinie in Europa (Trafalgar–Gibraltar) von Westen nach Osten liegen Cádiz, San Fernando, Chiclana de la Frontera, Conil de la Frontera, El Palmar de Vejer, das Kap Trafalgar, Los Caños de Meca, Barbate (auch die gleichnamige Flussmündung), Zahara de los Atunes, die Punta Paloma, Tarifa, Algeciras mit seiner weiten Bucht, Los Barrios, San Roque, La Línea de la Concepción und Gibraltar.
Die einzigen Inseln in der Straße von Gibraltar sind drei sehr küstennahe Inseln, nämlich die der Stadt Tarifa vorgelagerte Isla de Las Palomas, die Isla del Perejil westlich Ceuta und die zu Ceuta gehörige kleine Isla de Santa Catalina.
Rund 150 km östlich der Meerenge liegt die unbewohnte spanische Isla de Alborán: Das Meeresgebiet im westlichen Mittelmeer um und westlich der Insel bis zur Straße von Gibraltar wird nach ihr Alborán-Meer genannt.
Die Südküste der Straße bilden das Kap Spartel (رأس سبارتيل, der nordwestlichste Punkt von Afrika), Tanger, die Punta Malabata, Ksar es-Seghir, Benzú und Ceuta (Tetuan weiter im Hinterland).

## Die Schwelle zum Mittelmeer
An der Wasseroberfläche strömen pro Sekunde über 1 Million Kubikmeter Wasser aus dem Atlantischen Ozean ins Mittelmeer. In die Gegenrichtung strömt etwas weniger Wasser aus dem Mittelmeer in Richtung Atlantik. Dieses salzhaltige, schwere Tiefenwasser fließt nahe am Meeresgrund über die an der niedrigsten Stelle etwa 300 Meter tiefe Gibraltarschwelle in den Atlantik. Dort sinkt es bis in eine Tiefe von 600 bis 1500 Meter hinab. Es strömt vor der Küste der Iberischen Halbinsel in nördliche Richtung.

## Illegale Einwanderung

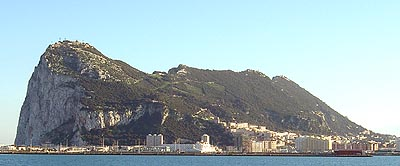
Der Fels von Gibraltar

Seit dem Beitritt Spaniens zur Europäischen Union wurde die Region um Tarifa wegen der Nähe zur marokkanischen Küste verstärkt zum Ziel von Afrikanern, vor allem aus dem Maghreb, die versuchen, illegal nach Europa zu gelangen. Die starke Strömung, die Winde sowie der oft heftige Wellengang machen die wenigen Kilometer Überfahrt auf den meist überladenen und untauglichen Booten allerdings zu einem gefährlichen und nicht selten tödlich endenden Unterfangen. Jedes Jahr werden mehrere hundert Ertrunkene an den spanischen Stränden gefunden. In den Jahren von 1997 bis 2001 wurden gemäß einer Zählung der marokkanischen Vereinigung der Freunde und Familien von Opfern der illegalen Einwanderung (l’Association des amis et familles des victimes de l’immigration clandestine, AFVIC) an den marokkanischen und spanischen Küstenstreifen der Straße von Gibraltar insgesamt 3.286 Tote gefunden. Wie viele aufs Meer abgetrieben und nie gefunden werden, ist unbekannt. Schätzungen gehen davon aus, dass die Zahl etwa dreimal so hoch wie jene der an die Strände Geschwemmten ist – also fast 2.000 weitere Tote pro Jahr.

## Projekte
Seit etlichen Jahren werden Pläne zum Bau einer Brücke erstellt, um Afrika und Europa zu verbinden. Dies wäre eine der längsten Brücken der Welt. Besondere Anforderungen würden neben der Länge unter anderem die tektonischen Gegebenheiten (insbesondere die Meerestiefe von bis zu 900 Metern und die hohe Erdbebengefahr) und der Schutz der Pfeiler vor Schiffskollisionen an die Konstrukteure stellen.
Ende 2003 einigten sich Spanien und Marokko auf ein Budget von 27 Millionen Euro für die Erstellung von Machbarkeitsstudien für einen zweiröhrigen  Eisenbahntunnel mit einem Wartungstunnel. Am 31. Januar 2007 verabschiedete die Europäische Kommission „Leitlinien für den Verkehr in Europa und den Nachbarregionen“. Unter den fünf transnationalen Achsen als „Hochgeschwindigkeitsseewege“ befand sich die „Südwestachse“: „Verbindung der Südwestregion der EU mit der Schweiz und Marokko, mit Anbindung an den transmaghrebinischen Korridor durch Marokko, Algerien und Tunesien sowie dessen Verlängerung nach Ägypten“. Nach einem Bericht von orf.at hat Marokko dazu seine Pläne für einen Gibraltartunnel eingebracht. Den Planungswettbewerb für den Tunnel gewann 2006 Giovanni Lombardi.
Ein weniger realistisches Projekt ist der Bau eines Staudammes quer durch die Straße von Gibraltar. Der Plan geht auf den deutschen Architekten Herman Sörgel zurück, der dieses unter dem Namen Atlantropa bekannt gewordene Projekt ab 1928 geplant und verfolgt hat. Es sah vor, in der Straße von Gibraltar einen gigantischen Staudamm zu errichten, was ein Absinken des Meeresspiegels im Mittelmeer um zirka 100 bis 200 Meter zur Folge gehabt hätte. Vorrangiges Ziel dieses generationenübergreifenden Projektes sollte es sein, Neuland und Energie für Europa und die afrikanischen Mittelmeeranrainerstaaten im Überfluss zu gewinnen. Ein ähnliches Projekt für einen teilweisen Staudamm wurde 1997 gefordert, um den Klimawandel durch Strömungsumleitung im Atlantik zu mildern.

## Trivia
Die Straße von Gibraltar ist eine Strecke der Ocean’s Seven.

## Film
- Sven Jaax: Eine Fähre nach Afrika. (Dokumentation, Deutschland, 2010, 43 Min.)
- Daniele Grieco: The Last Giants – Wenn das Meer stirbt (Dokumentarfilm, Deutschland, 2009, 92 Min.)